# Herb powiatu sanockiego
Herb powiatu sanockiego – jeden z symboli powiatu sanockiego.

## Wygląd i symbolika
Herb przedstawia na tarczy w polu błękitnym dwugłowego orła złotego z takąż otwartą koroną Znak dwugłowego orła nawiązuje do symboliki Orientu. Pojawił się w XIII wieku z sąsiadującej z Polską Rusią Halicką. Złoty (żółty) orzeł jest symbolem siły i praworządności nawiązującej do heraldyki opolskiej linii Piastów oraz bezpośrednio osoby księcia Władysława II Opolczyka, który obdarzył ziemię sanocką szeregiem przywilejów i fundacji. Jest to również historyczny symbol ziemi sanockiej.